# Empis clauda
Empis clauda är en tvåvingeart som beskrevs av Franz Paula von Schrank 1803. Empis clauda ingår i släktet Empis och familjen dansflugor.
Artens utbredningsområde är Tyskland. Inga underarter finns listade i Catalogue of Life.